# Alphesiboia (Nymphe)
Alphesiboia (altgriechisch Ἀλφεσίβοια Alphesíboia) ist eine Nymphe der griechischen Mythologie aus Vorderasien.
Der Mythos ist nur in Pseudo-Plutarchs Werk über die Flüsse De Fluviis unter Berufung auf Hermesinax von Zypern überliefert. Der Gott Dionysos verliebt sich in Alphesiboia, kann sie aber weder mit Geschenken noch mit Bitten von sich überzeugen. Er gibt sich daraufhin die Gestalt eines Tigers, um sie aus Angst dazu zu bringen, sich über einen Fluss tragen zu lassen. Bei dieser Begegnung wird der Sohn Medos gezeugt, der den Fluss später nach diesem Ereignis Tigris nennt.